# Dyckia pauciflora
Dyckia pauciflora är en gräsväxtart som beskrevs av Lyman Bradford Smith och Robert William Read. Dyckia pauciflora ingår i släktet Dyckia och familjen Bromeliaceae. Inga underarter finns listade i Catalogue of Life.